# Gabrielle Alioth

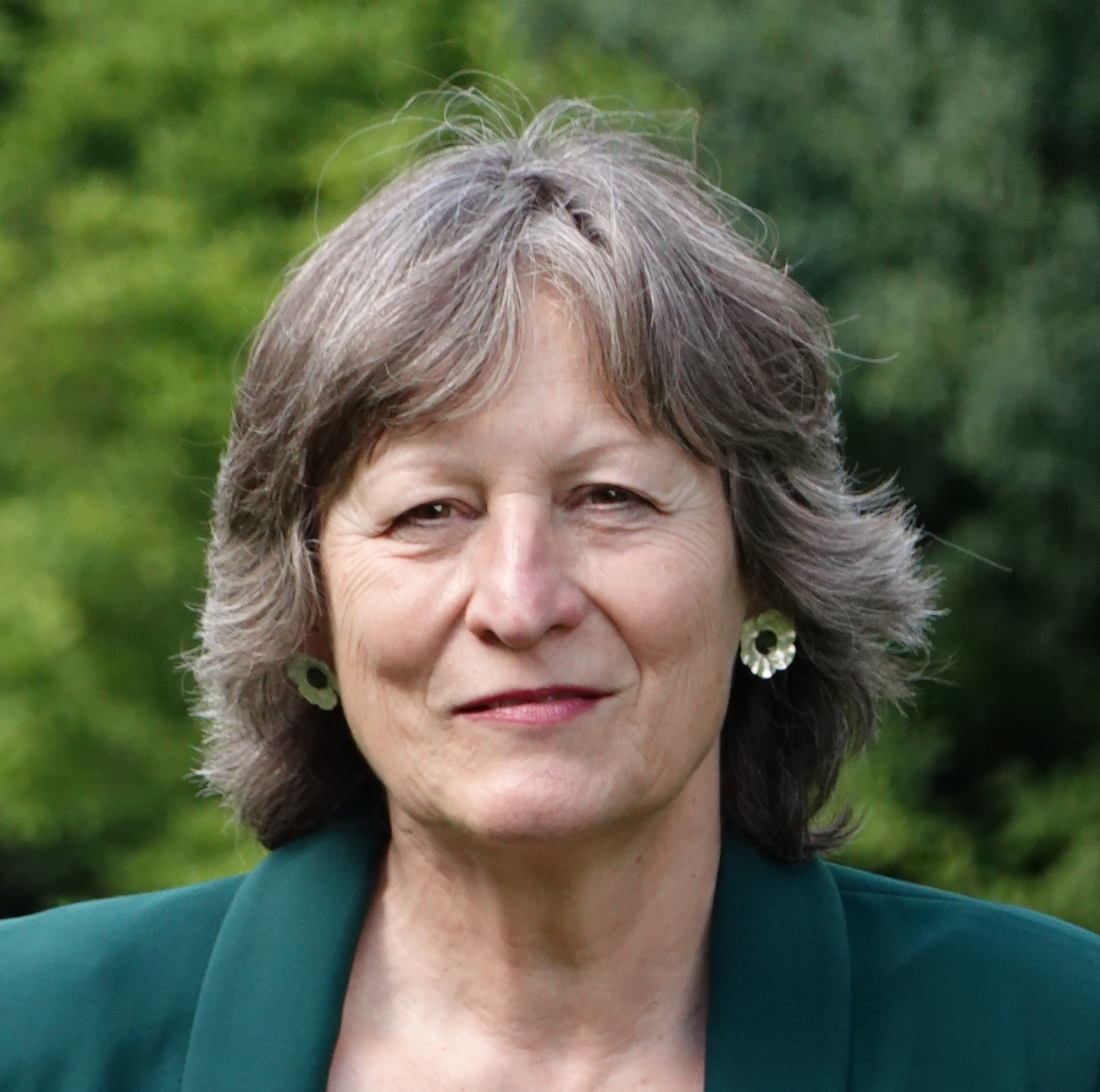
Gabrielle Alioth (2020)

Gabrielle Alioth (* 21. April 1955 in Basel) ist eine Schweizer Schriftstellerin.

## Leben
Gabrielle Alioth wuchs in Riehen auf und studierte Wirtschaftswissenschaft, Kunstgeschichte und Philosophie an der Universität Basel und der Universität Salzburg. Sie schloss das Studium mit dem Lizenziats-Grad ab. Ab 1979 war sie Assistentin für Operations Research an der Universität Basel und wissenschaftliche Mitarbeiterin der Prognos AG.
1984 übersiedelte sie gemeinsam mit ihrem damaligen Mann, dem Historiker und Journalisten Martin Alioth (geschieden 2015), nach Irland, wo sie anfangs als Journalistin und Übersetzerin tätig war und seit 1990 als freie Schriftstellerin arbeitet. 1991 nahm sie am Ingeborg-Bachmann-Wettbewerb in Klagenfurt teil. Alioth ist Verfasserin von Romanen, Erzählungen, Kinderbüchern und Reiseberichten. Alioth lehrte von 2005 bis 2021 als Dozentin an der Hochschule Luzern Design & Kunst. Sie ist Mitglied des Verbandes Autorinnen und Autoren der Schweiz, Präsidentin des PEN-Zentrums deutschsprachiger Autoren im Ausland und war von 2017 bis 2020 Mitglied der Programmkommission der Solothurner Literaturtage.
Seit 2010 lebt Alioth in Termonfeckin (nördlich von Dublin).

## Preise
- 1991: Mara-Cassens-Preis[1]
- 2012: Geertje Potash-Suhr-Prosapreis[1]
- 2020: Kulturpreis der Gemeinde Riehen[1]
- 2022: SCALG-Lyrikpreis[1] und Kreationsbeitrag der Pro Helvetia

## Werke (Auswahl)
Romane und Erzählungen
- Der Narr. Nagel & Kimche, Zürich 1990
- Wie ein kostbarer Stein. Nagel & Kimche, Zürich 1994
- Die Arche der Frauen. Nagel & Kimche Zürich 1996
- Die stumme Reiterin. Nagel & Kimche, Zürich 1998
- Das magische Licht. Nagel & Kimche, Zürich 2001
- Im Tal der Schatten. Nagel & Kimche, Zürich 2002
- Die Erfindung von Liebe und Tod. Nagel & Kimche, Zürich 2003
- Der prüfende Blick. Nagel & Kimche, Zürich 2007
- Die Braut aus Byzanz. Nagel & Kimche, Zürich 2008
- Die griechische Kaiserin. Nagel & Kimche, Zürich 2011
- Die entwendete Handschrift. Lenos, Basel 2016
- Die Frau aus Theben.  Schweizerisches Jugendschriftenwerk, Zürich 2016
- Tell – mein Vater. Schweizerisches Jugendschriftenwerk, Zürich 2018
- Gallus der Fremde. Lenos, Basel 2018
- In der Bibliothek des Bären. Schweizerisches Jugendschriftenwerk, Zürich 2019
- Die Überlebenden. Lenos, Basel 2021
- Seapoint – Strand, Fotos & Texte. Caracol, Warth 2022
- Die letzte Insel, Lenos, Basel 2025
- Funde Feen Fahndungen, Caracol, Warth 2025

Lyrik
- The Poet's Coat – Der Mantel der Dichterin. Waldgut, Frauenfeld 2019

Sachbücher
- Mitgeteilt – 24 Lebensgeschichten von Frauen aus Basel-Stadt und Basel-Landschaft. Limmat, Zürich 2008
- Ausgewandert – Schweizer Auswanderer aus 7 Jahrhunderten. Faro, Lenzburg 2014

Reisebücher
- Irland. Eine Reise durchs Land der Regenbogen. Sanssouci, München 2003
- Irland, mit Nordirland. Fotos von Max Schmid. Terra magica, Luzern 2004
- Irland. Fotos von Marco Paoluzzo. Mondo, Vevey 2007
- Irland auf den zweiten Blick. Eine Insel in dreißig Texten. bod, Norderstedt, 2012
- Magic Ireland. Fotos von Max Schmid. Benteli, Zürich 2025

Theaterstücke
- Ärger uf de Arche, Uraufführung: Kindertheater Zug am 1. September 2006
- Orpheus!, Uraufführung: 7. Dezember 2006, Versuchsstollen Hagerbach, Sargans

Herausgeberschaft
- Ach wie gut, daß niemand weiß. Nagel & Kimche, Zürich 2004
- Nachgetragenes – 75 Jahre PEN-Zentrum deutschsprachiger Autoren im Ausland, hrsg. zusammen mit Hans-Christian Oeser. Synchron, 2008
- Im Schnittpunkt der Zeiten – Autoren schreiben über Autoren, hrsg. zusammen mit Hans-Christian Oeser. Synchron, 2012
- Gehen und doch bleiben – Autoren schreiben über Autoren, hrsg. zusammen mit Martin Dreyfus. Synchron, 2014
- Alles wandelt sich – Echos auf Ovid, hrsg. zusammen mit Hans-Christian Oeser. P&L Edition, München 2016